# Heteropoda kandiana
Heteropoda kandiana là một loài nhện trong họ Sparassidae.
Loài này thuộc chi Heteropoda. Heteropoda kandiana được Mary Agard Pocock miêu tả năm 1899.